# Mellicta leucippe
Mellicta leucippe är en fjärilsart som beskrevs av Schneider 1789. Mellicta leucippe ingår i släktet Mellicta och familjen praktfjärilar. Inga underarter finns listade i Catalogue of Life.